# Marineuntersuchungsgefängnis Kiel

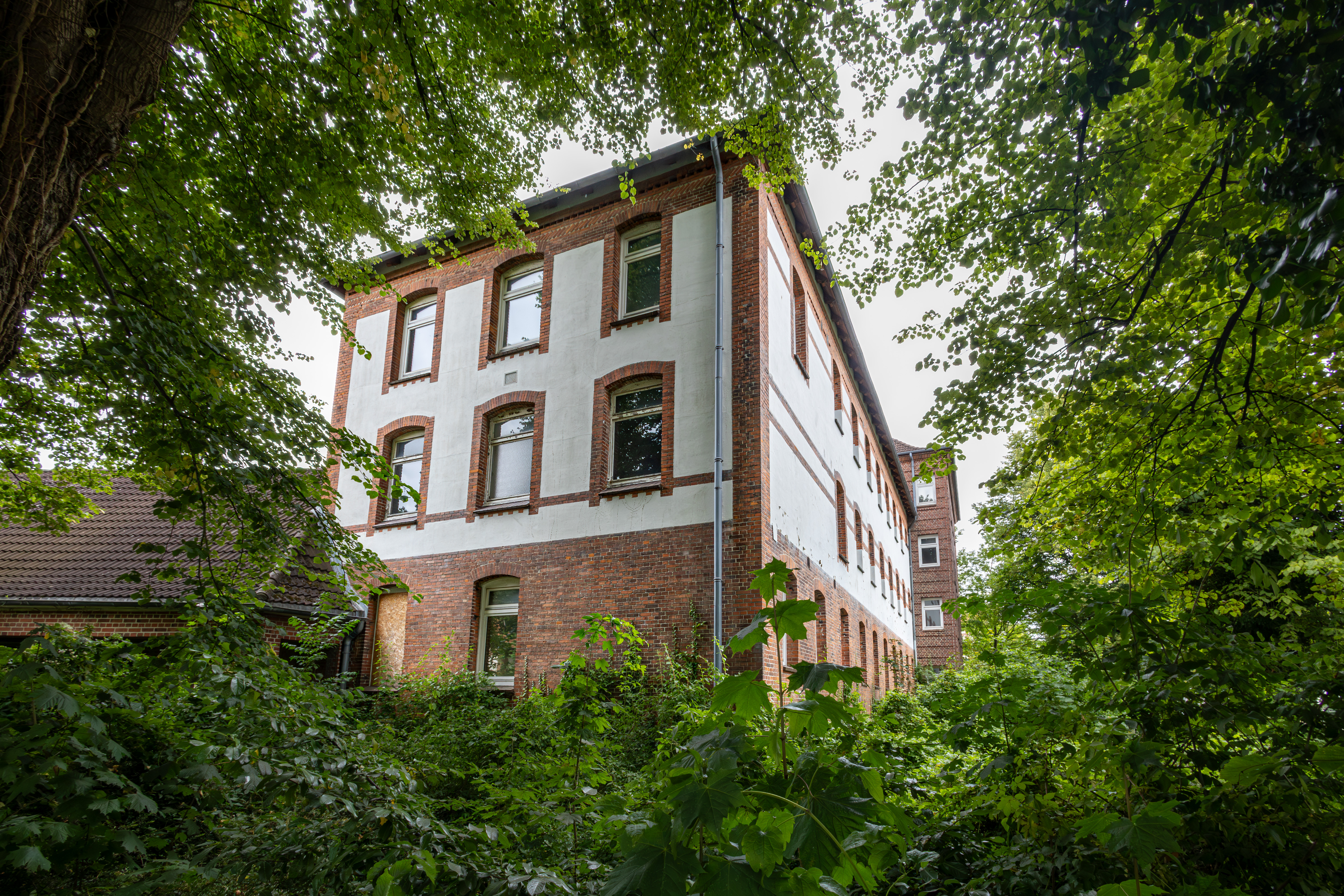
Das ehemalige Marineuntersuchungsgefängnis in Kiel.

Das ehemalige Marineuntersuchungsgefängnis an der Rostocker Straße 1 in Kiel steht seit März 1996 unter Denkmalschutz. Es war neben der Marinearrestanstalt in der Feldstraße die zweite und kleinere Anstalt in Kiel. In dem Baukomplex befinden sich etwa 100 Zellen, von denen die Bundeswehr einen Großteil ab den 1950er Jahren als Büroräume nutzte.

## Baubeschreibung
Bei dem Marineuntersuchungsgefängnis handelt es sich um einen Backsteinbau mit Walmdach. Es besteht aus drei Gebäudeteilen, die einen Innenhof bilden: Zwei nahezu rechtwinklig angeordnete Flügel, die über einen Zentraltrakt miteinander verbunden sind, sowie ein eingeschossiges Backsteingebäude mit Laubengang im Süden.
Der ältere, 1904 errichtete kaiserzeitliche Flügel ist ein schlichter dreigeschossiger Bau mit einem Materialwechsel zwischen Putz und Backsteinbändern in der Fassade.
Der Zentraltrakt hat drei, der nördliche Flügel vier Stockwerke. Beide sind als einfache Backsteinbauten mit wenigen Zierelementen ausgeführt.
Der wilhelminische Bau und der Nordflügel sind unterkellert. Im Keller des Nordflügels sind die Todeszellen untergebracht.

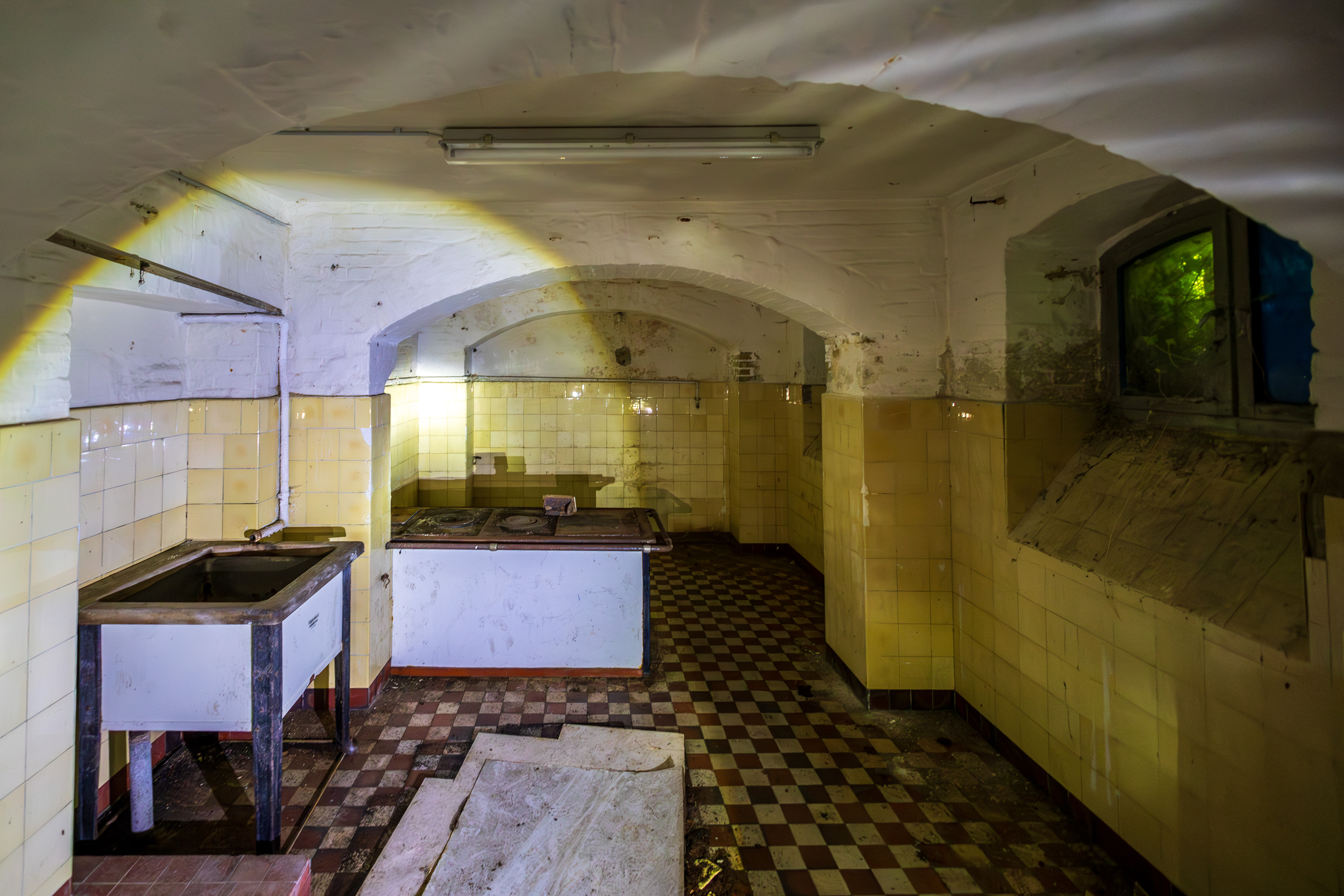
Blick in den Küchenraum.

Im Keller des zur Kaiserzeit errichteten Gebäudeteils befindet sich neben verschiedenen Lagerräumen auch der weitgehend im Originalzustand gebliebene Küchenbereich des Gefängnisses. Seine Fläche beträgt etwa 29 Quadratmeter, die Raumhöhe 2,45 Meter und er verfügt an der Decke über drei Rundbögen. Der Küchenraum ist am Boden sowie an den Seitenwänden bis in eine Höhe von 1,50 Metern mit Fliesen von Villeroy & Boch gefliest. Zum Innenhof gibt es drei vergitterte Doppelfenster. Die Küche weist teilweise noch die Originalausstattung aus der Nutzungszeit auf, so etwa ein von Küppersbusch gefertigtes Wasserbecken, einen Halter mit Haken sowie der von der Holler'schen Carlshütte in Rendsburg produzierte Herd der Reihe BALDUR. Er ist 1,70 Meter lang, 75 Zentimeter breit und 73 Zentimeter hoch. Für die Zubereitung von Speisen standen drei Kochfelder, ein Bratofen zum Backen sowie ein Wärmeofen zum Trocknen oder Erwärmen von Speisen zur Verfügung. Aufgrund der Größe wird davon ausgegangen, dass der Herd für einen Haushalt von 6 bis 10 Personen ausreichte, für die Arrestanstalt aber völlig unterdimensioniert war, so dass die Essensversorgung der Gefangenen eher nicht ausreichend gewesen sein muss.

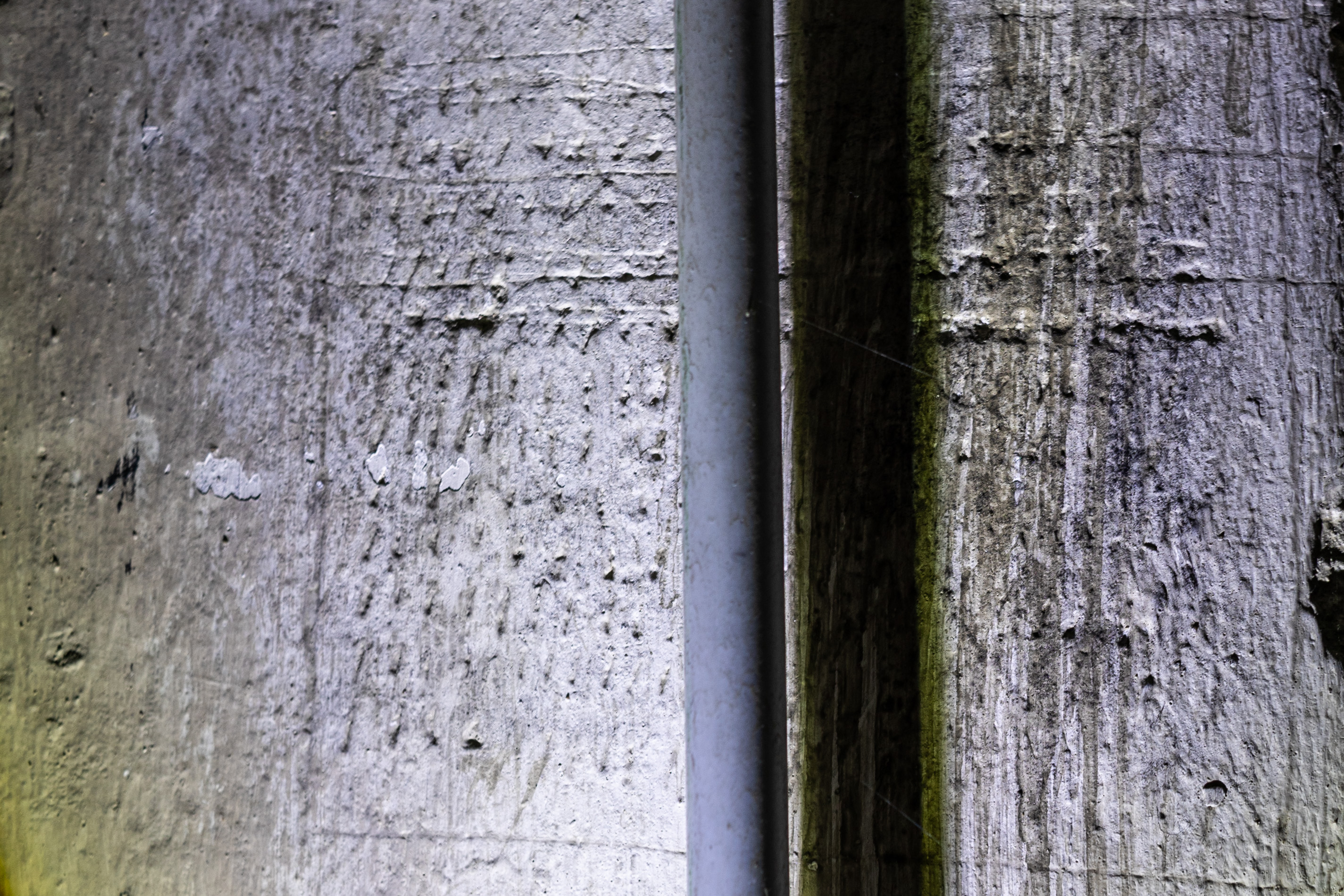
Graffito in einer Kellerzelle.

Nach diversen Umbauten für verschiedene Nutzungen sind neben der Küche vor allem das Kellergeschoss des zur Zeit des Nationalsozialismus im Jahre 1937 errichteten Flügels weitgehend im Originalzustand erhalten und teilweise mit Graffiti aus der Nutzungszeit versehen. Dort befinden sich zehn mit Türen und zusätzlichem Gitter verschlossene Zellen. Sie sind etwa sechs Quadratmeter groß und rund 2,20 Meter hoch. Eine mit rund 8,6 Quadratmetern größere Zelle diente als Luftschutzraum. Sie besitzt eine spezielle Luftschutztür.

## Geschichte
Die Marine ließ das Gebäude 1904 als Marine-Arrestanstalt erbauen. In der Kaiserzeit wurden von einem Militärgericht verhängte Freiheitsstrafen mit einer Länge von mehr als sechs Wochen im Gefängnis oder in Festungshaft abgesessen. Bei kürzeren Disziplinarstrafen wurden die Matrosen unter Arrest gestellt. Dieser wurde im Allgemeinen in Einzelhaft verbüßt. Je nach Schwere der Vergehen gab es beim Arrest Abstufungen: „Beim mittleren und strengen Arrest stand dem Verurteilten eine harte Lagerstätte und als Nahrung zunächst nur Wasser und Brot zur Verfügung. Der strenge Arrest wurde zusätzlich in einer dunklen Arrestzelle verbüßt. Ein strenger Arrest durfte maximal 4 Wochen dauern.“
Über die zur Kaiserzeit in der Wiker Marinearrestanstalt Inhaftierten ist wenig bekannt. Vermutlich wurden hier eher leichtere Vergehen wie Urlaubsüberziehungen abgesessen, während die schweren Fälle wohl in der größeren Arrestanstalt in der Feldstraße in der Nähe des Gerichtsgebäudes inhaftiert wurden.
1918 wurden während der Revolution die in der Wik abgeführten Soldaten (etwa einhundert Mann) am 4. November in der kleineren der Kieler Arrestanstalten eingesperrt, aber wohl kurz darauf angesichts von massivem Protest von mehreren tausend gut bewaffneten Marinesoldaten wieder freigelassen.
In der Zeit der Weimarer Republik war die Militärgerichtsbarkeit durch ein Gesetz vom 23. August 1920 aufgehoben. Anschließend wurden auch Delikte, die mit dem militärischen Dienst in Verbindung standen, vor zivilen Gerichten verhandelt. Die Nationalsozialisten führten die Militärgerichtsbarkeit am 12. Mai 1933 wieder ein.

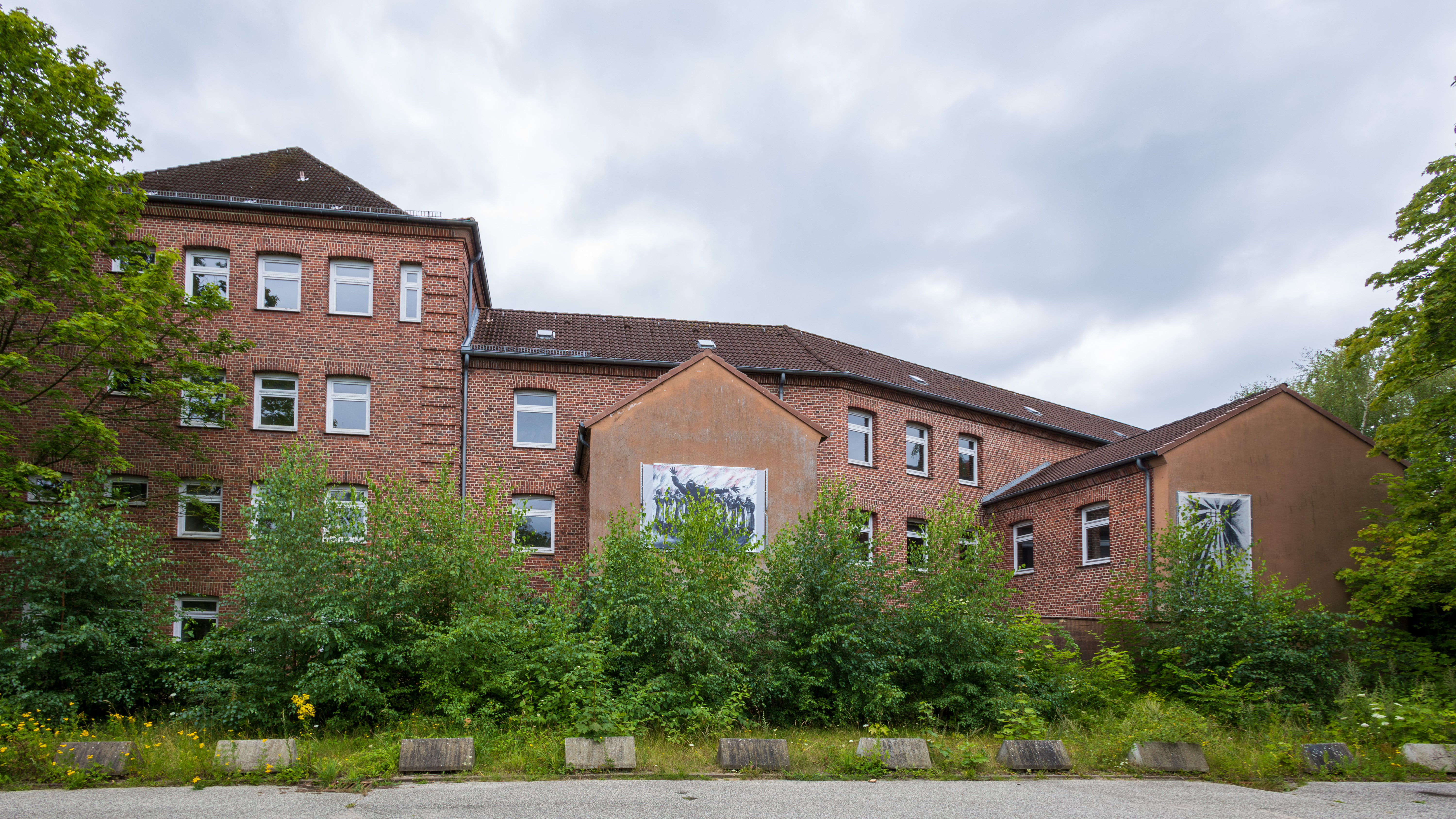
Erweiterungsbau von 1937

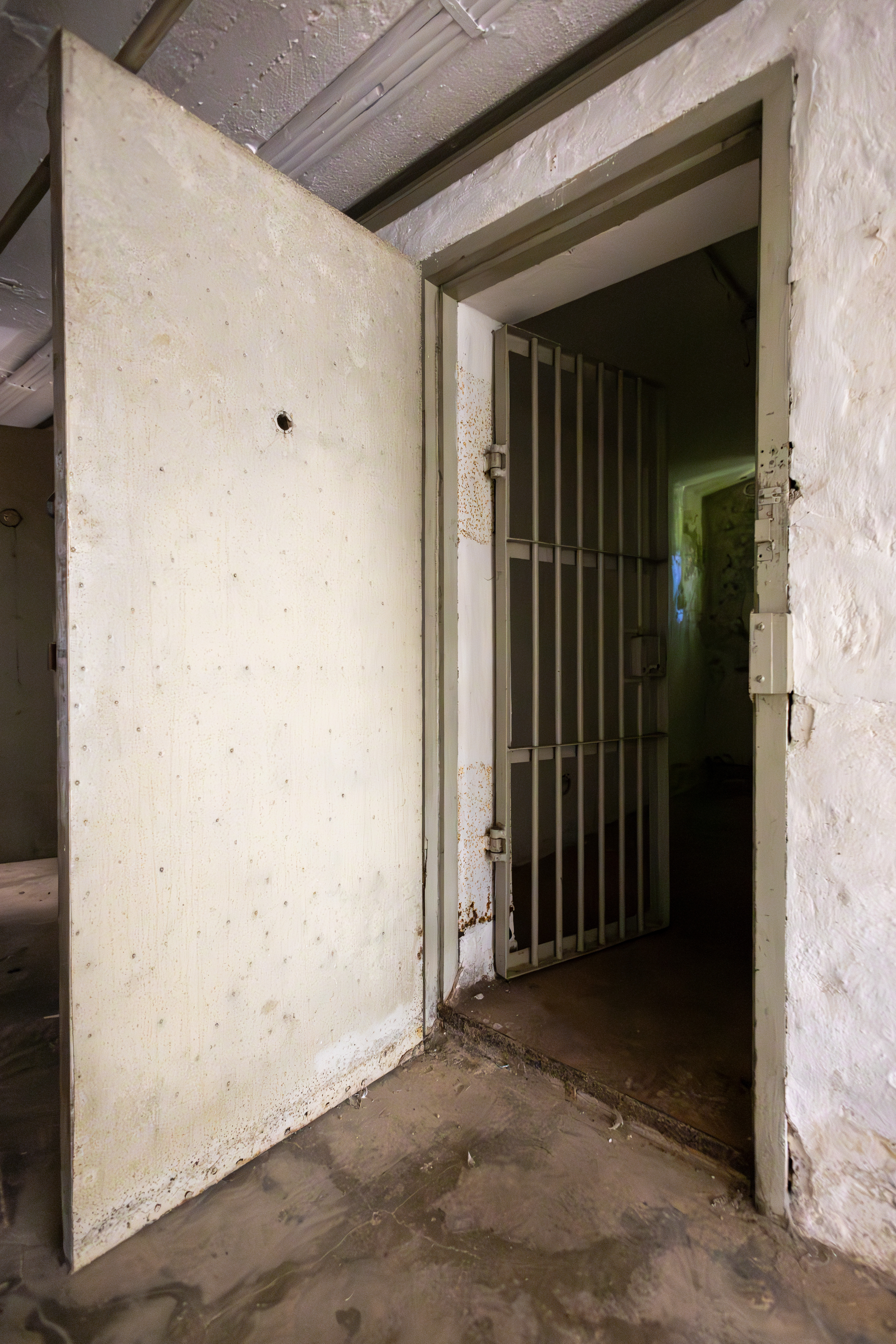
Zellentür im Keller

In dieser Zeit wurde das Gebäude in ein Marineuntersuchungsgefängnis umgewandelt. Dafür ließ die Marine das Gebäude 1937 um einen dreigeschossigen Nordflügel, den viergeschossigen Zentraltrakt sowie im Süden um ein eingeschossiges Wachgebäude mit Laubengang erweitern.
Während des Zweiten Weltkriegs waren hier Marineangehörige bis zur Vollstreckung ihres Todesurteils inhaftiert. Verurteilt wurden sie vom Kriegsgericht der II. Admiralität der Ostseestation, das im Haus Langer Segen 12, in der Friedrichsorter Turnhalle oder im Marineuntersuchungsgefängnis in Kiel-Wik tagte und berüchtigt für seine kurzen Prozesse war, die oft nicht länger als fünf bis sechs Stunden andauerten.
Wie viele Marineangehörige in der Wik einsaßen und dann auf dem nahegelegenen Schießplatz Altenholz/Holtenau, der seit 1943 als zentrale Hinrichtungsstätte der Reichsmarine fungierte, exekutiert wurden, ist unbekannt. Laut Rolf Fischer, dem Vorsitzenden der Gesellschaft für Kieler Stadtgeschichte „sind nur wenige Unterlagen darüber vorhanden, was dort genau passierte. Wissenschaftlich sind die Geschehnisse bislang ebenfalls nicht aufgearbeitet worden.“ Vermutlich waren es in den letzten Kriegsjahren Hunderte. Auf dem Nordfriedhof erinnern acht liegende Tafeln auf Feld W an 65 namentlich bekannte Opfer standrechtlicher Erschießungen in Kiel.
Unter den im Marineuntersuchungsgefängnis inhaftierten und später hingerichteten war auch Oskar Kusch, der wegen regimekritischer Äußerungen und angeblicher Greuelpropaganda zum Tode verurteilt und nach 106 Tagen in Haft am 12. Mai 1944 auf dem Schießplatz in Holtenau erschossen wurde. Nach ihm ist heute die Straße benannt, die zum Schießplatz führt.

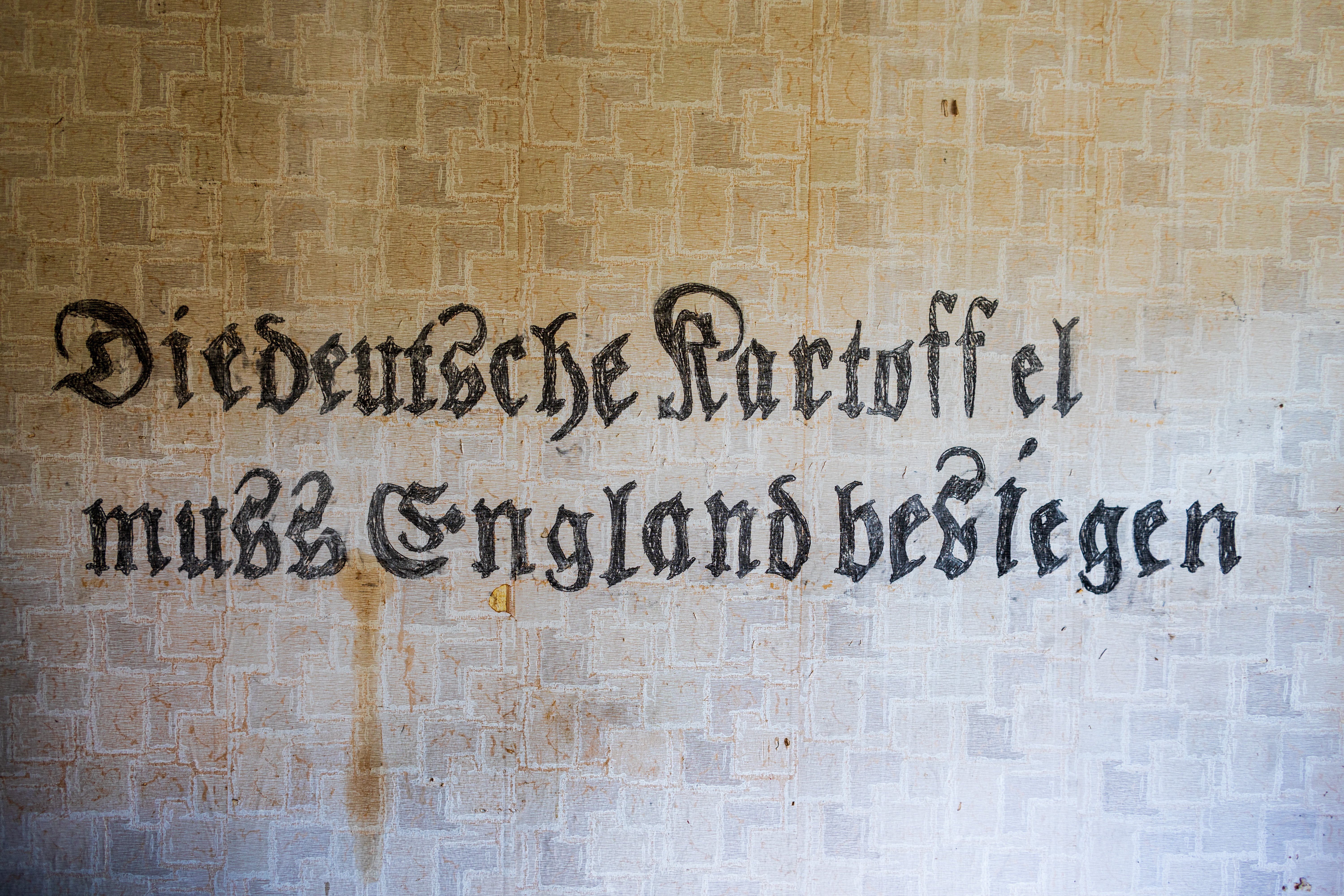
Relikte des im Gefängnis aufgeführten Theaterstücks „1918-Revolution in Kiel“

Nach dem Ende des Zweiten Weltkrieges wurde das Gebäude bis in die 1950er Jahre als Wohnheim für alleinstehende Männer genutzt. Anschließend diente es ab Mitte der 1950er Jahre als Verwaltungsgebäude für das Kreiswehrersatzamt der Bundeswehr. Seit 2000 steht es leer. 2016/17 erwarb die Stadt Kiel das leerstehende Gebäude. 2018 führte das Theater Kiel das Stück „1918-Revolution in Kiel“ unter anderem in einigen Räumen der ehemaligen Arrestanstalt auf. Es basiert auf dem Theaterstück „Neunzehnachtzehn“ des heutigen Bundeswirtschaftsministers Robert Habeck (Grüne) und dessen Frau Andrea Paluch. Von dieser Aufführung blieben in den Zellen etliche Requisiten erhalten.
Danach wollte die Stadt Gebäude zunächst abreißen, gab diese Pläne aber auf. Nun soll das Marineuntersuchungsgefängnis saniert und genutzt werden. Dafür wird an einem Konzept gearbeitet. Unter dem Titel Vom Gefängnis zum Ort für alle erhielt die Stadt Kiel dafür 4 Millionen Euro aus dem Städtebauförderungsprogramm. In der Kurzbeschreibung heißt es dazu: „In einem offenen, diskursiven und experimentellen Prozess soll das ehemalige Marineuntersuchungsgefängnis gemeinsam mit der Öffentlichkeit zu einem Dritten Ort und als lebendiges Haus für das Quartier und die Stadt entwickelt werden. Das historische Areal soll als städtebauliches Scharnier strategisch mit dem umliegenden Stadtteil Wik verbunden werden.“